# John Williams (acteur)
Pour les articles homonymes, voir John Williams et Williams.
John Williams est un acteur anglais, né le 15 avril 1903 à Chalfont St Giles (Buckinghamshire, Angleterre du Sud-Est), mort le 5 mai 1983 à San Diego (quartier de La Jolla, Californie).

## Biographie
Il entame sa carrière d'acteur au théâtre en 1916, dans son pays natal, puis s'installe aux États-Unis en 1924, année où il se produit pour la première fois à Broadway (New York). Là, il joue jusqu'en 1970 dans trente-et-une pièces.
Citons Le Monsieur de cinq heures de Maurice Hennequin et Pierre Veber (1925, avec Arthur Byron et Claudette Colbert), Sam Dodsworth (en) de Sidney Howard et Sinclair Lewis (1934-1935, avec Walter Huston dans le rôle-titre et Fay Bainter), Pygmalion de George Bernard Shaw (1945-1946, avec Gertrude Lawrence et Melville Cooper), Dial M for Murder de Frederick Knott (1952-1954, avec Maurice Evans, Gusti Huber et Richard Derr), ainsi que Lawrence d'Arabie (en) de Terence Rattigan (1961-1962, avec John Mills, lui-même personnifiant le général Allenby).
Son rôle de l'inspecteur Hubbard dans Dial M for Murder lui permet de gagner en 1953 le Tony Award du meilleur acteur dans un second rôle dans une pièce.
Au cinéma, il contribue à trente films (majoritairement américains) sortis entre 1942 et 1978, dont trois réalisations d'Alfred Hitchcock, Le Procès Paradine (1947, avec Gregory Peck et Ann Todd), Le crime était presque parfait (1954, adaptation de la pièce Dial M for Murder précitée, où il reprend son rôle, aux côtés de Grace Kelly, Ray Milland et Robert Cummings) et La Main au collet (1955, avec Cary Grant et Grace Kelly).
Mentionnons également Sabrina de Billy Wilder (1954, avec Audrey Hepburn et Humphrey Bogart), Harlow d'Alex Segal (1965, avec Carol Lynley dans le rôle-titre et Efrem Zimbalist Jr.) et La Folle Escapade de Norman Tokar (1976, avec David Niven et Darren McGavin).
À la télévision, John Williams apparaît dans trente-neuf séries américaines à partir de 1951, dont Alfred Hitchcock présente (dix épisodes, 1955-1959), Cher oncle Bill (neuf épisodes, 1967) et Columbo (un épisode, 1972). Sa dernière série est Galactica, avec deux épisodes diffusés en 1979.
Il joue aussi dans quatre téléfilms, le premier étant une nouvelle adaptation de la pièce Dial M for Murder, réalisée par George Schaefer et diffusée en 1958, toujours dans le même rôle (avec Maurice Evans, Rosemary Harris et William Windom). Le dernier est The Hound of the Baskervilles de Barry Crane (en) (1972, avec Stewart Granger et Bernard Fox), adaptation du roman éponyme d'Arthur Conan Doyle.

## Théâtre à Broadway (intégrale)
- 1924 : The Fake de Frederick Lonsdale, mise en scène de Frank Reicher : Clifford Hope
- 1925 : The Dark Angel d'H. B. Trevelyan : Gerald Shannon
- 1925 : Le Monsieur de cinq heures (A Kiss in a Taxi) de Maurice Hennequin et Pierre Veber, adaptation de Clifford Grey : Lucien
- 1926 : The Ghost Train d'Arnold Ridley : Charles Murdock
- 1927 : Mixed Doubles de Frank Stayton : Howell Jamess
- 1927 : Ten per Cent d'Eugene Davis : James Depew
- 1927-1928 : Interference de Roland Pertwee et Harold Dearden : Douglas Helder
- 1928 : The Happy Husband d'Harrison Owen : le voleur
- 1928-1929 : The High Road de (et mise en scène par) Frederick Lonsdale : le Lord de Teylesmore
- 1930 : Egy, kettö, három (One, Two, Three) de Ferenc Molnár, mise en scène de James Whale : Anton Schuh
- 1930-1931 : Petticoat Influence de Neil Grant : Richard Chalfont
- 1931 : Szereten egy szinesznot (I Love an Actress) de László Fodor, adaptation, mise en scène et production de Chester Erskine : Felix
- 1933 : A Good Man, Poor Thing de Dillard John : John
- 1933-1934 : Ten Minute Alibi d'Anthony Armstrong, mise en scène d'Herman Shumlin : le sergent Brace
- 1934-1935 : Sam Dodsworth (Dodsworth), adaptation par Sidney Howard du roman éponyme de Sinclair Lewis, mise en scène de Robert B. Sinclair : Clyde Lockert
- 1937-1938 : Les Tours de Barchester (Barchester Towers), adaptation par Thomas Job du roman éponyme d'Anthony Trollope : M. Slope
- 1938 : Once Is Enough de Frederick Lonsdale : Eric Lindon
- 1939 : Miss Swan Expects de Bella et Samuel Spewack : Cunningham
- 1939 : No Time for Comedy de S. N. Behrman : Philo Smith
- 1941-1943 : Claudia de (et mise en scène par) Rose Franken : Jerry Seymoure
- 1945-1946 : Pygmalion de George Bernard Shaw, mise en scène de Cedric Hardwicke : Henry Higgins (remplacement)
- 1946 : A Family Affair d'Henry R. Misrock : Walter Wallace
- 1948 : The Men We Marry d'Elizabeth Cobb et Herschel Williams : Mark Kennicott
- 1948-1949 : Anne des mille jours (Anne of the Thousand Days) de Maxwell Anderson, mise en scène d'H. C. Potter : le duc de Norfolk[1]
- 1949-1950 : The Velvet Glove de Rosemary Casey : l'évêque Gregor
- 1952 : Venus Observed de Christopher Fry, mise en scène de Laurence Olivier : Herbert Reedbeck
- 1952-1954 : Dial M for Murder de Frederick Knott : l'inspecteur Hubbard
- 1955 : The Dark Is Light Enough de Christopher Fry : Belmann
- 1961-1962 : Lawrence d'Arabie (Ross) de Terence Rattigan : le général Allenby
- 1964 : The Chinese Prime Minister d'Enid Bagnold, mise en scène de Joseph Anthony : Sir Gregory
- 1970 : Hay Fever de Noël Coward : David Bliss

## Filmographie partielle

### Cinéma
(films américains, sauf mention contraire)
- 1942 : The Foreman Went to France de Charles Frend (film britannique) : un capitaine de l'armée britannique
- 1947 : Le Procès Paradine (The Paradine Case) d'Alfred Hitchcock : Barrister Collins
- 1951 : Kind Lady de John Sturges : M. Foster
- 1952 : Tonnerre sur le temple (Thunder in the East) de Charles Vidor : le général Sir Henry Harrison
- 1954 : Sabrina de Billy Wilder : Thomas Fairchild
- 1954 : Le crime était presque parfait (Dial M for murder) d'Alfred Hitchcock : l'inspecteur Hubbard
- 1954 : Le Prince étudiant (The Student Prince) de Richard Thorpe : Lutz
- 1955 : La Main au collet (To Catch A Thief) d'Alfred Hitchcock : H. H. Hughson
- 1956 : Une Cadillac en or massif (The Solid Gold Cadillac) de Richard Quine : John T. « Jack » Blessington
- 1956 : Au sixième jour (D-Day the Sixth of June) d'Henry Koster : le brigadier Russell
- 1957 : Une île au soleil (Island in the Sun) de Robert Rossen : le colonel Whittingham
- 1957 : La Blonde explosive (Will Success Spoil Rock Hunter?) de Frank Tashlin : Irving La Salle Jr.
- 1957 : Témoin à charge (Witness for the Prosecution) de Billy Wilder : Brogan-Moore
- 1959 : Ce monde à part (The Young Philadelphians) de Vincent Sherman : Gilbert Dickinson
- 1960 : Mince de planète (Visit to a Small Planet) de Norman Taurog : Delton
- 1960 : Piège à minuit (Midnight Lace) de David Miller : l'inspecteur Byrnes
- 1965 : Harlow d'Alex Segal : Jonathan Martin
- 1965 : Chère Brigitte (Dear Brigitte) d'Henry Koster : Peregrine Upjohn
- 1967 : Croisière surprise (Double Trouble) de Norman Taurog : Gerald Waverly
- 1968 : Évasion sur commande (The Secret War of Harry Frigg) de Jack Smight : le général Francis Mayhew
- 1968 : La Puce à l'oreille (A Flea in Her Ear) de Jacques Charon : Dr Finache
- 1976 : La Folle Escapade (No Deposit, No Return) de Norman Tokar : Jameson

### Télévision

#### Séries
- 1955-1959 : Alfred Hitchcock présente (Alfred Hitchcock Presents), première série
  - Saison 1, épisode 9 The Long Shot (1955 - Walker Hendricks / English Jim) de Robert Stevenson, épisode 23 De retour à Noël (Back for Christmas, 1956 - Herbert Carpenter) et épisode 26 Whodunit (1956 - Alexander Penn Arlington)
  - Saison 2, épisode 1 Jour de pluie (Wet Saturday, 1956 - le capitaine Smollet) d'Alfred Hitchcock, épisode 12 The Rose Garden (1956 - Alexander Vinton), épisodes 25, 26 et 27 I Killed the Count (Parts I-II-III, 1957 - l'inspecteur Davidson) de Robert Stevens et épisode 30 The Three Dreams of Mr. Findlater (1957 - Ernest Findlater)
  - Saison 4, épisode 29 Le Fantôme de Blackheat (Banquo Chair, 1959) d'Alfred Hitchcock : l'inspecteur Brent
- 1960 : Échec et mat (Checkmate)
  - Saison 1, épisode 12 The Murder Game de Douglas Heyes : Emory Olivant
- 1961 : C'est arrivé à Sunrise (Bus Stop)
  - Saison unique, épisode 8 Accessory by Consent de Robert Altman : John James Davis

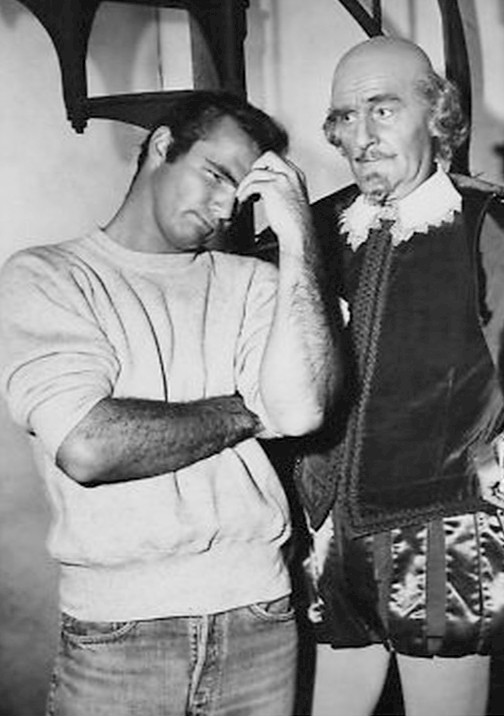
Avec Burt Reynolds (à g.), dans La Quatrième Dimension, épisode Le Chantre (1963)

- 1963 : Le Jeune Docteur Kildare (Dr. Kildare)
  - Saison 2, épisode 15 The Thing Speaks for Itself de Don Medford : Dr George Hazard
- 1963 à la télévision : La Quatrième Dimension (The Twilight Zone)
  - Saison 4, épisode 18 Le Chantre (The Bard) de David Butler : William Shakespeare
- 1964 : L'Extravagante Lucie (The Lucy Show)
  - Saison 3, épisode 5 Lucy and the Great Bank Robbery de Jack Donohue : Gordon Bentley
- 1967 : Cher oncle Bill (Family Affair)
  - Saison 1, 9 épisodes : Nigel « Niles » French
- 1969 : Opération vol (It Takes a Thief)
  - Saison 2, épisode 20 Le Trou dans le mur (The Funeral is on Mundy) : le colonel Waldebrooke
- 1969 : Les Mystères de l'Ouest (The Wild Wild West)
  - Saison 4, épisode 21 La Nuit du diamant (The Night of the Bleak Island) de Marvin J. Chomsky : Sir Nigel Scott
- 1970 : Mission impossible (Mission: Impossible), première série
  - Saison 4, épisode 21 La Liaison (Lover's Knot) de Reza Badiyi : Lord Richard Weston
- 1972 : Columbo
  - Saison 2, épisode 4 S.O.S. Scotland Yard (Dagger of the Mind) de Richard Quine : Sir Roger Haversham
- 1972 : Un shérif à New York (McCloud)
  - Saison 3, épisode 2 The Barefoot Stewardess Caper : l'inspecteur Mills
- 1974 : L'Homme de fer (Ironside)
  - Saison 8, épisode 14 The Visiting Fireman de Don Weis : l'inspecteur Bill Walston
- 1979 : Galactica (Battlestar Galactica)
  - Saison unique, épisodes 15 et 16 La Guerre des dieux, 1re et 2e parties (War of the Gods, Parts I & II) de Daniel Haller : Sire Montrose

#### Téléfilms

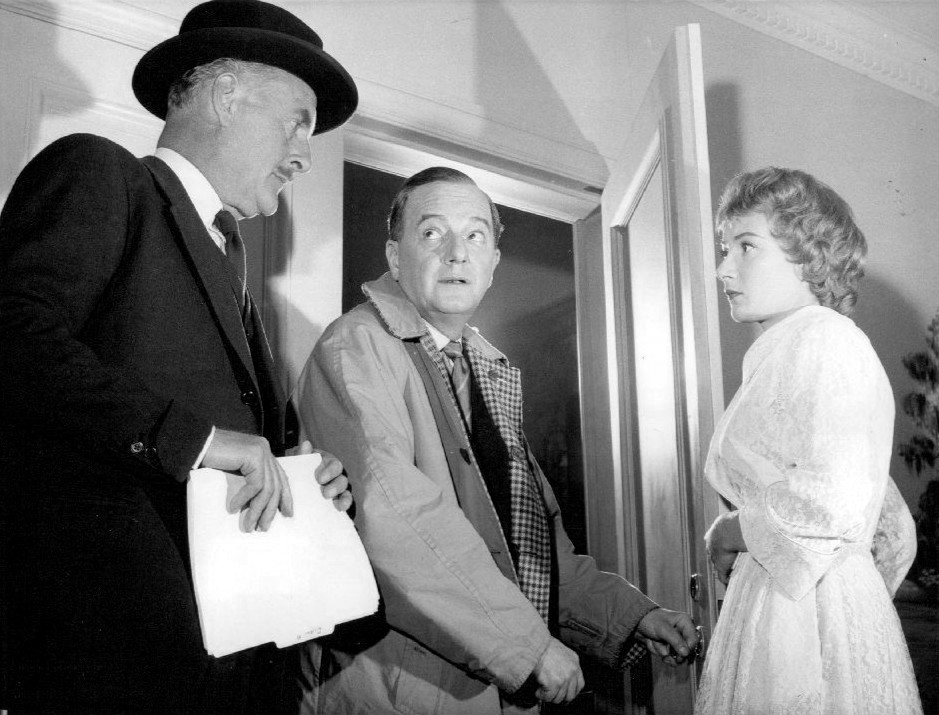
De g. à d. : John Williams, Maurice Evans et Rosemary Harris, dans le téléfilm Dial M for Murder (1958)

- 1958 : Dial M for Murder de George Schaefer : l'inspecteur Hubbard
- 1961 : Twenty-Four Hours in a Woman's Life de Silvio Narizzano : Stevens
- 1963 : Pygmalion de George Schaefer : le colonel Pickering
- 1972 : The Hound of the Baskervilles de Barry Crane (en) : Arthur Frankland

## Distinction
- 1953 : Tony Award du meilleur acteur dans un second rôle dans une pièce, pour Dial M for Murder.